# Супрасльская летопись
О старославянской рукописи миней из Супрасля см. Супрасльская рукопись
Су́прасльская ле́топись (хроника Даниловича) — сборник летописных текстов первой половины XVI века, происходящий из Супрасльского монастыря и хранящийся в Санкт-Петербургском отделении Института истории РАН. Является наиболее полным списком второй редакции белорусско-литовской летописи 1446 года.
В конце рукописи переписчик оставил запись: «Как заець рад избегал тенета, так же всяки мистр радуется, своё делцо искончав. Исписан сии летописець в лето 7028, луна 17, индикта 9, октября 6, на паметь святого апостола Фомы замышлениемь благоверного и христолюбивого князя Симиона Ивановича Одинцевича его милости на здорове и на щастье и на жизнь вечную, на отпущение грехов. Боже милостивы, их милости даи его милости княгини Екатирине, их милости чадомь. Рукоделъе многогрешного раба божиего Григория Ивановича, богу в честь и во славу во векы. Аминь» и ниже после виньетки: «Преставлъшего помени, господи, ерея Ивана».
Первая, большая по размеру, часть Супрасльской летописи является компиляцией (занимает листы с 3 по 97). В форме сжатых погодовых записей здесь изложена история киевских, московских и литовских князей от 862 до 1500 года. В значительной части эта компиляция основывается на новгородских летописях, а также содержит Смоленскую хронику и «Похвалу Витовту».
Вторая часть (листы 87-108), озаглавленная как «Летописець великых князеи литовъскых», начинается с перечисления сыновей великого князя Гедимина. Главной темой этой части является вокняжение Витовта. В неё входят «Летописец великих князей литовских» и «Повесть о Подолье». Последняя запись сделана в 1543 году. Эта часть отмечается точным датированием и достоверностью изложения исторических событий. В летописи рассказывается о разрушении Киева крымскими татарами в 1482 году, вторжение татар на Волынь (1491, 1496 годы), заговор киевского князя Михаила Олельковича против Литвы и казнь заговорщиков в 1481 году, о победе князя Константина Острожского над войсками московского великого князя Василия ІІІ в битве под Оршей в 1514 году и другие события. Супрасльская летопись представляет собой ценный источник по истории Малой и Белой Руси XIV — 1-й половины XVI веков.
Рукопись обнаружена в 1822 году в Супрасльском монастыре на Подляшье Михаилом Бобровским и Игнатием Даниловичем. B 1823—1824 годах Данилович опубликовал летопись в «Виленском дневнике» (Dziennik Wileński) польским шрифтом, причём «Летописец…» он расположил в начале издания, так как изначально планировал издать только его. В предисловии к изданию Данилович сделал опись рукописи. В 1827 году в Вильне он издал летопись отдельной книгой, лишь слегка изменив предисловие. В 1905 году рукопись описал также А. А. Шахматов. Полностью кирилличным шрифтом летопись была издана в 1907 году в 17 томе Полного собрания русских летописей, переиздана в 35 томе с предисловием Николая Улащика.